# دة نمك (فراوان)
دة نمك (بالفارسية: ده نمک) هي قرية تقع في إيران في قسم کهن أباد الريفي. يقدر عدد سكانها بـ 119 نسمة بحسب إحصاء 2016.